# Distolomyces
Distolomyces — рід грибів родини Laboulbeniaceae. Назва вперше опублікована 1931 року.

## Класифікація
До роду Distolomyces відносять 4 види:
- Distolomyces euborelliae
- Distolomyces fijianus
- Distolomyces forficulae
- Distolomyces malayanus